# Romerée

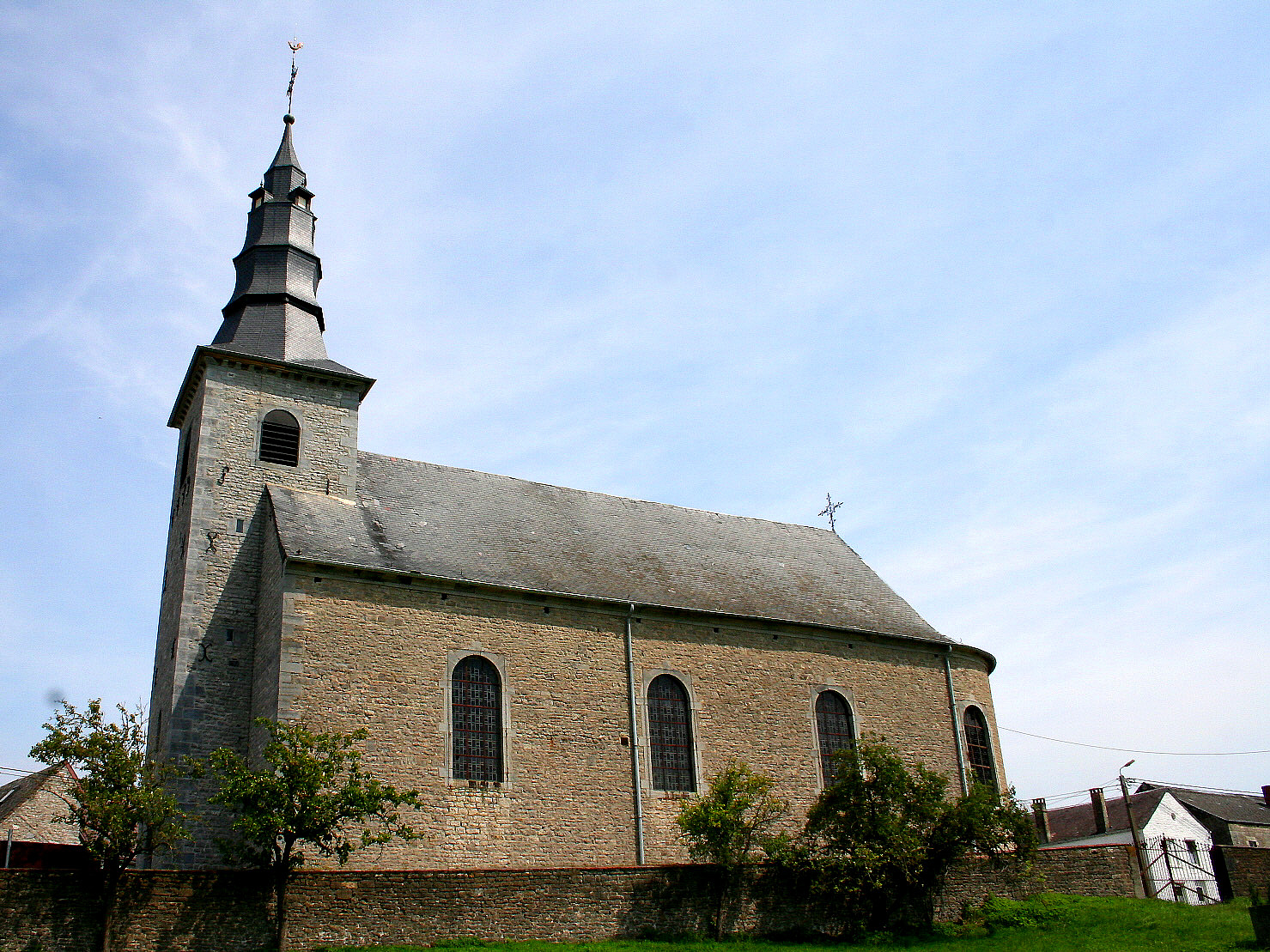
Kirche Saint-Remy

Romerée (wallonisch Romrêye) ist ein zur belgischen Gemeinde Doische gehörendes Dorf in der Provinz Namur in der Wallonischen Region.
Die Gemeinde Romerée war bis 1977 selbständig und kam dann im Zuge einer Kommunalreform zur Gemeinde Doische. Die Kirche des Dorfes Saint-Remy entstand im 18. Jahrhundert.